# Roxnäs, Torshälla
För andra betydelser, se Roxnäs (olika betydelser).

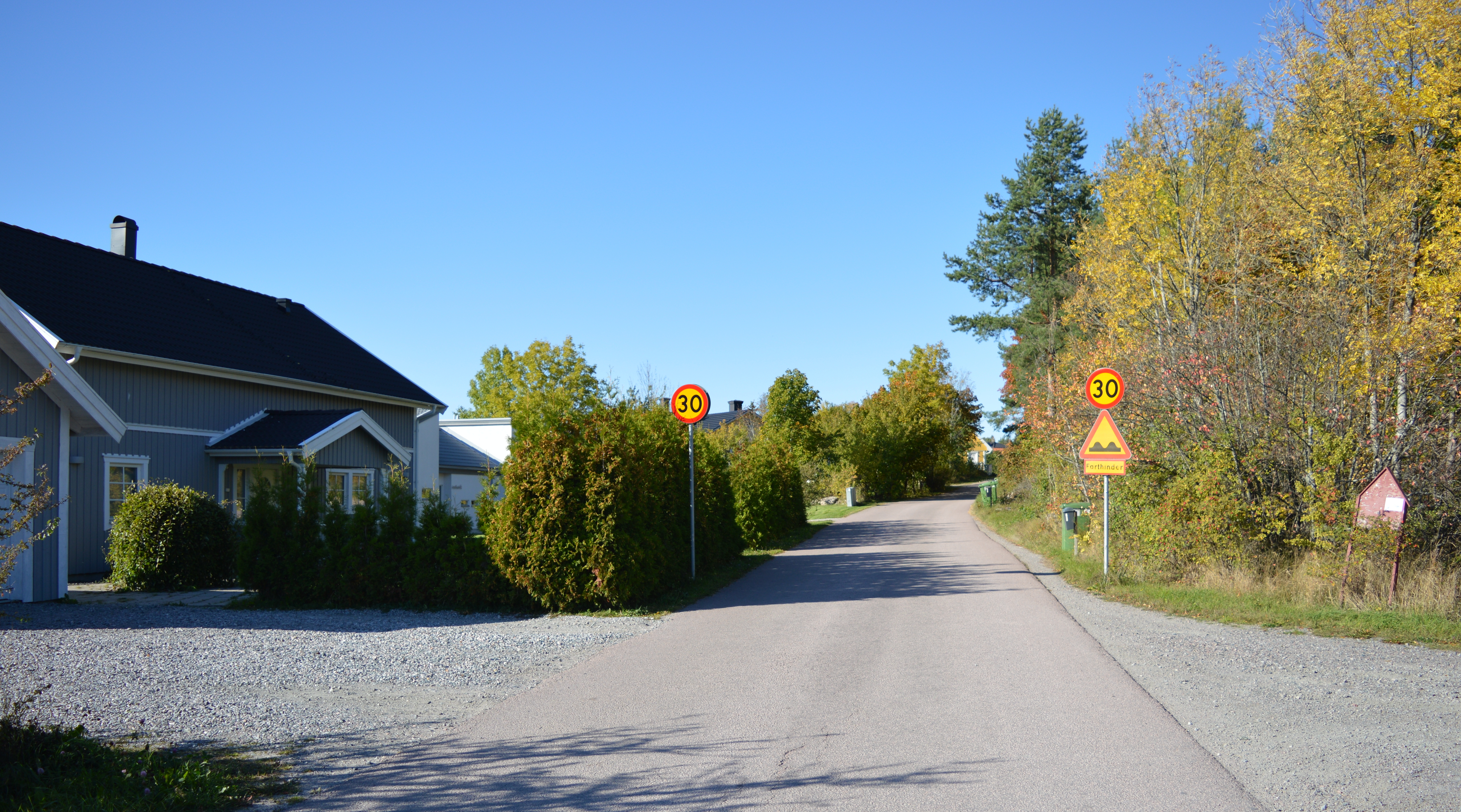
Roxnäsvägen i Roxnäs.

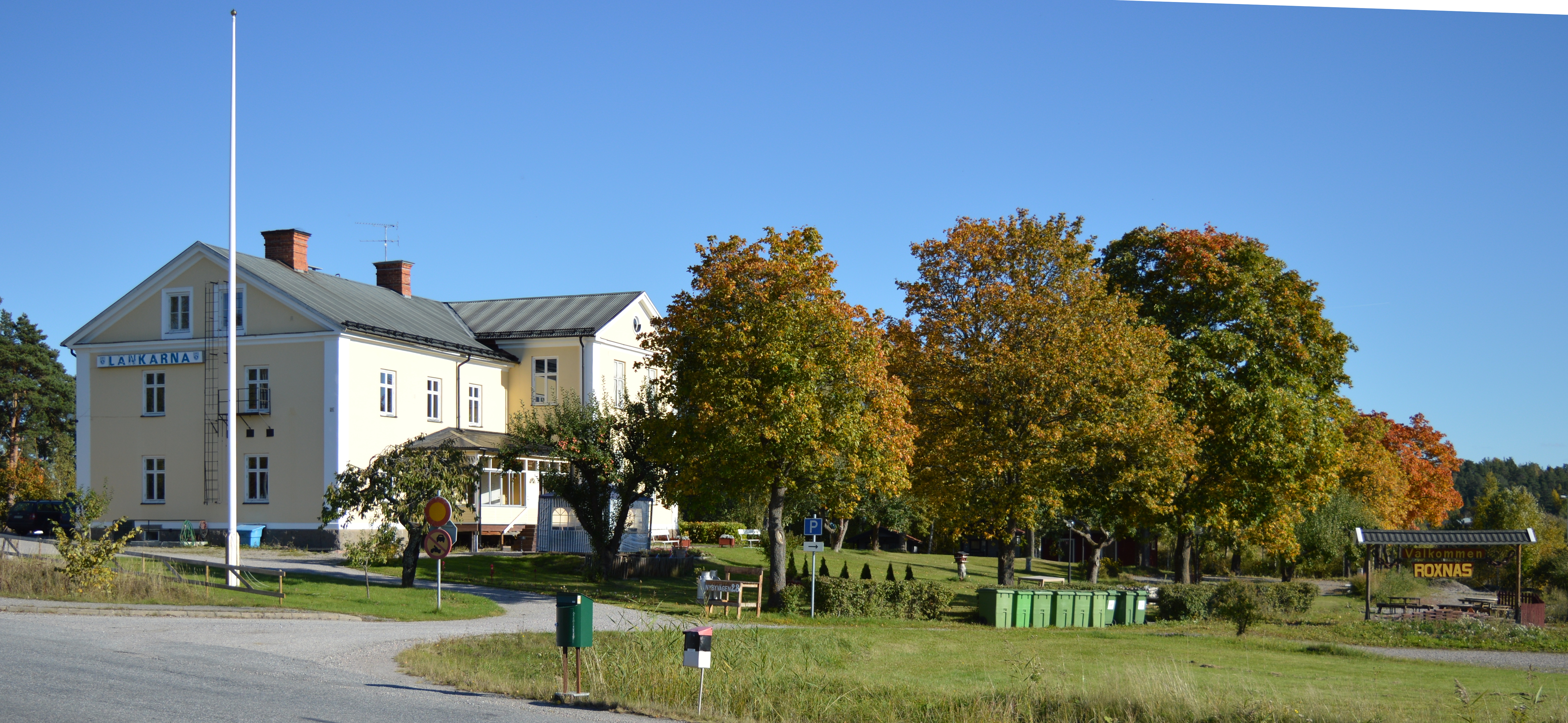
Roxnäs gamla skola.

Roxnäs är ett bostadsområde beläget i utkanten av Torshälla i Eskilstuna kommun, vid 
Väsbyviken i Mälaren.  
Mellan 1899 och 1933 fanns en hållplats för Norra Södermanlands Järnväg i Roxnäs. 
Roxnäs skola var i bruk mellan 1896 och 1985 och blev därefter ett behandlingshem drivet av Länkarna. Sedan 2020 bedrivs här rumsuthyrning under namnet Villa Roxnäs.
Idag är Roxnäs huvudsakligen ett villa- och sommarstugeområde.